# Karl Vetter (Fußballspieler)
Karl Vetter (* 18. März 1917 in Mannheim; † 8. Dezember 1984 in Offenbach am Main) war ein deutscher Fußballspieler und -trainer. Der Torhüter hat von 1938 bis 1950 in der Gauliga Baden beziehungsweise Fußball-Oberliga Süd beim VfR und dem SV Waldhof Mannheim aktiv gespielt. Von 1938 bis 1944 hat er in den Endrunden um die deutsche Fußballmeisterschaft 16 Spiele für die Mannheimer Rasenspieler absolviert und Vetter wird in der Gauliga-Dokumentation von Ebner mit 50 Gauligaspielen geführt. Nach dem Ende seiner Spielerkarriere in der Oberliga Süd war er noch über Jahre als Trainer im Fußball aktiv, unter anderem auch in Luxemburg bei CS Fola Esch und Österreich bei SV Austria Salzburg.

## Laufbahn

### Jugend und Gauliga Baden, bis 1945
Mit 15 Jahren begann Vetter beim SC Käfertal mit dem Fußball im Verein. Nach seinem Wechsel zum VfR Mannheim debütierte er in der Endrunde um die deutsche Fußballmeisterschaft 1937/38 im Tor des badischen Gauligameisters. Im Gruppenspiel am 3. April 1938 gegen den Berliner SV 92 bei einer 1:3-Auswärtsniederlage in Berlin kam er erstmals in einem Pflichtspiel zum Einsatz. Der bisherige Stammtorhüter des VfR, Rudolf Edelmann, hatte sich im ersten Gruppenspiel gegen den SV Dessau 05 (6:1) einen dreifachen Handbruch zugezogen, was zum Karriereende des Auswahlkeepers führte. In seinem zweiten Endrundenspiel, am 18. April 1938 in Gelsenkirchen, war die neue Nummer 1 des VfR Mannheim mitentscheidend für den 2:1-Überraschungserfolg beim FC Schalke 04. Vor 40.000 Zuschauern in der Glück-Kampfbahn zeigte er ein großes Spiel gegen die Schalker Angreifer Ernst Kuzorra, Fritz Szepan, Ernst Kalwitzki und Ernst Poertgen. Gemeinsam mit Albert Conrad, Eugen Rößling, Philipp Henninger, Otto Kamenzin und Werner Feth bildete er einen dichten Abwehrverbund, der lediglich in der 86. Minute den Anschlusstreffer des Gastgebers zuließ. Den Punkt Vorsprung vor Schalke verlor Vetter mit seinen Mannschaftskameraden im letzten Gruppenspiel bei einem 1:1 in Dessau; dadurch zogen die punktgleichen Westfalen in das Halbfinale vor dem Gaumeister aus Baden ein.
In den nächsten zwei Kriegsrunden, 1938/39 und 1939/40, konnte er trotz der Erschwernisse durch den weiteren Kriegsverlauf die meisten Rundenspiele für seinen Verein bestreiten, was aber ab 1940/41 nicht mehr der Fall war. In der Gauauswahl Baden kam der Torhüter des VfR Mannheim von 1939 bis 1941 aber noch zu mehreren Einsätzen, darunter Spiele gegen Ligue de Lyonnais, Württemberg, Sudetenland, Mark Brandenburg und Sachsen. Während des Zweiten Weltkriegs war er durch Stationierungen auch Gastspieler beim LSV Pütnitz in der Gauliga Pommern und beim LSV Wurzen in der Gauliga Generalgouvernement. Als Gastspieler der Spielgemeinschaft LSV Ahlhorn/Reichsbahn Cloppenburg – vorwiegend aus Wehrmachtssoldaten bestehend – wurde er am 4. März 1944 in Cloppenburg bei der 0:6-Niederlage gegen die Militärfußballmannschaft Rote Jäger eingesetzt.
Die Roten Jäger spielten mit:
Karl Flinner (Wilhelmshaven 05) – Siegfried „Friedel“ Klagges (SG Wattenscheid 09), Hermann Koch (Schwaben Augsburg) – Werner Humpert (Sportfreunde Dresden), Alfons Moog (VfL Köln 1899), Bruno Klaffke (Duisburger FV 08) – Karl-Heinz Höger (SV Dessau 05), Franz Hanreiter (SK Admira Wien), Walter Bammes (SpVgg Fürth), Fritz Walter (1. FC Kaiserslautern), Richard Leonhardt (Planitzer SC).
Mit seinem Einsatz am 19. März 1944 beim 3:1-Heimerfolg gegen den VfB Mühlburg endeten seine Gauligaeinsätze. 

### Oberliga Süd, 1945 bis 1954
Das erste Fußballspiel in Mannheim nach Ende des Zweiten Weltkriegs wurde am 9. September 1945 auf dem VfR-Platz an den Brauereien zwischen dem VfR und Waldhof Mannheim ausgetragen. Beim 3:1-Erfolg von Waldhof stand Vetter im Tor des VfR und Kurt Langenbein und Werner Feth bildeten vor ihm das Verteidigerpaar. Am 4. November startete der VfR Mannheim mit einem 2:1 gegen Kickers Offenbach in die Oberliga Süd. In beiden Derbys setzte sich Waldhof gegen den VfR durch (3:0, 3:1). Waldhof belegte am Rundenende den 4. und der VfR Mannheim den 14. Rang und Vetter hatte in 24 Ligaspielen im Tor gestanden. Am 17. Februar 1946 vertrat er im Städtespiel von Mannheim gegen Stuttgart (4:0) gemeinsam mit seinen Mannschaftskameraden Feth und Karl Striebinger die blau-weiß-roten Farben des VfR. Letztmals als Spieler des VfR lief er zum Abschluss des Verbandstages des Badischen Fußball-Verbandes am 7. Juli 1946 in Eppelheim im Städtespiel gegen Karlsruhe (1:1) im Dress der Mannheimer Stadtauswahl auf. Zur zweiten Oberligasaison 1946/47 wechselte er zu den Blau-Schwarzen vom SV Waldhof.
Vor Beginn der Verbandsrunde trafen sich am 17. August 1946 in Ludwigshafen die beiden Stadtmannschaften vom Gastgeber und Mannheim und Vetter stand im Tor der mit 2:1 Toren siegreichen Auswahl von Mannheim. Am 4. September vertrat er die Farben von Nordbaden im Spiel gegen den Niederrhein (1:0).
Im zweiten Oberligajahr erreichte Waldhof mit Torhüter Karl Vetter die Vizemeisterschaft in der Oberliga Süd, zwar mit 13 Punkten Rückstand deutlich hinter Meister 1. FC Nürnberg, aber immerhin auch mit drei Punkten Vorsprung gegenüber Eintracht Frankfurt auf dem 3. Rang. Neben Torhüter Vetter zeichneten sich dabei insbesondere die Angriffsspieler Georg Herbold, Reinhold Fanz, Paul Lipponer, Willi Rube, Ludwig Siffling und Werner Hölzer in der Mannschaft von Trainer Herbert Pahlke aus. Die Lokalrivalen VfR – Hermann Jöckel als Nachfolger von Karl Vetter, Philipp Rohr, Rudolf de la Vigne, Kurt Stiefvater – und VfL Neckarau – Fritz Balogh, Willi Preschle, Günter Sosna, Karl Gramminger, Martin Gramminger – landeten dagegen auf dem 12. bzw. 16. Tabellenrang. Beide Lokalderbys gegen den VfR gewann Waldhof mit 3:0. Nach der Hinrunde hatten Vetter und Kollegen lediglich mit 21:17 Punkten den achten Rang belegt. In der Rückrunde spielte sich Waldhof mit einer 21:1-Punkteserie vom 26. bis zum 35. Rundentag bis zur Vizemeisterschaft nach vorne. Vetter stand auch im Tor von Baden als die Auswahl am 7. Mai 1947 in Stuttgart gegen Württemberg mit 1:3 verlor.
Als der 1. FC Nürnberg im Jahre 1948 die erste deutsche Fußballmeisterschaft nach dem Zweiten Weltkrieg erringen konnte, hatten zuvor die Waldhöfer in der Oberliga Süd dem Meister aus dem Frankenland im Heimspiel am 21. September 1947 vor 20.000 Zuschauern durch einen 3:1-Erfolg beide Punkte abgenommen. Das erste Derby in dieser Saison gegen den VfR gewann Vetter mit seinen Waldhofkollegen am 7. Dezember 1947 beim VfR mit 2:1. Nach den 19 Spielen der Hinrunde wies Waldhof 27:11 Punkte vor und belegte den 4. Rang. Das Spitzenspiel am 22. Februar 1948 wurde mit 0:1 beim Tabellenführer 1. FC Nürnberg verloren. Bis zur 79. Minute hatte die Abwehr um Torhüter Vetter dem Druck des Gastgebers standgehalten. Im Rundenverlauf absolvierte der Torhüter 29 Ligaspiele und erzielte daneben noch in den Spielen gegen die Stuttgarter Kickers (4:2) und München 1860 (2:2) zwei Elfmetertore. Sein Stellvertreter im Tor, Gerd Skudlarek, hatte in neun Ligaspielen sein Können unter Beweis stellen können. Die Blau-Schwarzen landeten auf dem 6. Rang in der Abschlusstabelle.
In der vierten Oberligarunde 1948/49 landete Waldhof mit dem Torverhältnis von 54:43 Toren auf dem 5. Tabellenplatz und Vetter hatte nochmals als Stammtorhüter im Tor von Waldhof fungiert. Da der Lokalrivale VfR Mannheim sich im Süden als Vizemeister für die Endrunde um die deutsche Meisterschaft qualifizierte und überraschenderweise am 10. Juli 1949 in Stuttgart gegen Borussia Dortmund die deutsche Meisterschaft nach Mannheim holen konnte, ging die Leistung der Waldhöfer daneben fast unter. Beide Lokalderbys waren enge Spiele: In der Hinrunde setzte sich der VfR mit 2:1 auf dem Waldhof durch, im Rückspiel trennte man sich am 6. März 1949 vor 20.000 Zuschauern mit einem 1:1.
Mit den zwei Einsätzen am 18. Dezember 1949 bei den Stuttgarter Kickers (0:4) und dem 1:1-Heimremis am 8. Januar 1950 gegen den VfB Stuttgart verabschiedete sich Vetter nach insgesamt 112 Ligaeinsätzen (2 Tore) aus der Oberliga Süd und beendete seine Spielerkarriere.

### Trainer
Ab Beginn des Jahres 1950 war er als Trainer bei Amicitia Viernheim tätig. Es folgten Stationen bei FC Olympia Lampertheim, SV Darmstadt 98, VfR Frankenthal, Rot-Weiß Oberhausen, Fola Esch und Austria Salzburg. Aus zeitlichen Gründen beendete er 1961 seine Trainertätigkeit; sein Zeitschriftengeschäft mit angeschlossener Toto-Lotto-Annahmestelle in der Mannheimer Wasserturmpassage verlangte mehr Zeit als es die Trainerarbeit zuließ. Ende März 1970 übernahm er aber nochmals ein Traineramt: Der abstiegsgefährdete VfR Mannheim hatte in der zweitklassigen Fußball-Regionalliga Süd Trainer Heinz Elzner entlassen und überredete Vetter zur erneuten Aufnahme der Trainertätigkeit. Es gelang am Rundenende 1970/71 der Klassenerhalt, aber Mitte Dezember 1970 wurde auch der Extorhüter vom VfR Mannheim entlassen.